# Де Кок, Поль
Шарль Поль де Кок (фр. Charles Paul de Kock, 21 мая 1793, Пасси — 29 августа 1871, Роменвиль (фр.), близ Парижа) — французский писатель XIX века, чьё имя долгое время служило нарицательным обозначением фривольного автора. Отец романиста и драматурга Анри де Кока.

## Биография
Сын голландского банкира Йоханнеса (Жана) де Кока (фр.), в период Великой Французской революции отправленного на гильотину (1794), и вдовы Анн-Мари Кисберже (фр. Anne Barbe Kosseler de Fontaine)
. В юности учился музыке, охотно посещал вместе с матерью постановки мелодрам и водевилей.
С 1808 года служил банковским клерком. Свой первый роман «Дитя моей жены» написал в пятнадцатилетнем возрасте; изданный за счет автора, роман не снискал успеха.
В 1814 году была поставлена мелодрама де Кока «Госпожа де Вальнуар», представлявшая собой переработку романа Дюкре-Дюминиля. Успех приходит к писателю лишь в 1821 году, с романом «Гюстав» — его высоко оценил Шатобриан. Его последующие романы печатались большими тиражами и пользовались огромным успехом в Европе; «для них характерны комические похождения героев — молодых повес и старых жуиров из мелкой и средней буржуазии Парижа в мещанском мирке сентиментальных гризеток, торговок и ремесленников». Автор почти двухсот драматических произведений (мелодрамы, драмы, комические оперы, комедии и водевили), множества песен.
В 1832 году приобрел дом в Роменвиле близ Парижа. Оставил мемуары — «Записки Поль-де-Кока (писанные им самим)». Интерес к сочинениям де Кока, угасший в начале XX века, возобновился столетие спустя, когда ряд его произведений был переиздан.

## Избранные произведения
- L’Enfant de ma femme (1812), рус. пер. — «Сын жены моей». СПб., 1835.
- Gustave le mauvais sujet (1821), рус. пер. — «Густав или любовь ветреного мужчины». СПб., 1857—1858.
- André le Savoyard (1825), рус. пер. — «Андрей Савояр». СПб., 1831.
- Frere Jacques (1825), рус. пер. — «Брат Яков». М., 1860.
- Le barbier de Paris (1827), рус. пер. — «Парижский цирюльник». СПб, 1831.
- La Femme, le mari et l’amant (1829), рус. пер. — «Жена, муж и любовник». М., 1833 — 1834.
- Le Cocu (1832), рус. пер. — «Рогоносец». М., 1833.
- Moustache (1838), рус. пер. — «Мусташ». СПб, 1838 — 1839.
- Cerisette (1850), рус. пер. — «Вишенка». М., 1877.
- Les Enfants du boulevard (1864), рус. пер. — «Дети бульвара». М., 1864.
- La Petite Lise (1870), рус. пер. — «Лизок». М., 1871.

## Поль де Кок в России
Произведения де Кока переводились на русский язык с 1831 года и пользовались огромной популярностью в России: В. Г. Белинский (резко осуждавший бытовавшую в критике оценку Н. В. Гоголя как «русского де Кока») и Н. А. Некрасов писали рецензии на его романы, Ф. М. Достоевский неоднократно упоминал французского писателя в своих сочинениях и использовал сюжет романа «Муж, жена и любовник» в повести «Вечный муж»; по мнению Б. Эйхенбаума, есть основания говорить о влиянии де Кока на Л. Н. Толстого. Героиня романа И. С. Тургенева «Дворянское гнездо» Варвара Павловна Лаврецкая, большая любительница французской массовой литературы, предпочитала всем писателям де Кока.
В своих записках о путешествии в Россию Астольф де Кюстин подтверждает, что из писателей здесь отдают предпочтение именно Полю де Коку, и делает следующий вывод: «В России дозволены лишь те развлечения, что начисто лишены смысла». В 1900 году в Санкт-Петербурге было издано полное собрание сочинений де Кока в 12 томах.

## Интересные факты
Большим поклонником творчества Поля де Кока был римский папа Григорий XVI. Когда художник Поль Деларош начал писать его портрет, понтифик первым делом обратился к нему с вопросом: «Читали ли вы Поля де Кока?».